# 革命左翼 (西班牙)
革命左翼（西班牙語：Izquierda Revolucionaria）是西班牙的一个托洛茨基主义政党。
该党起源于1976年6月西班牙工人社会党阿拉瓦省青年支部创办的报纸《新透明》。1979年，西班牙工人社会党决定放弃马克思主义传统，并将围绕《新透明》活动的马克思主义者开除出党。1980年，西班牙工人社会党进一步清除了他们。1989年，《新透明》更名为《战斗者》。1992年，工人国际委员会发生分裂，西班牙《战斗者》的活动家们追随泰德·格兰特和阿兰·伍兹创建另一个国际托派组织马克思主义国际委员会（后更名为国际马克思主义倾向）。2009年末，国际马克思主义倾向领导层与它的西班牙支部（战斗者）、委内瑞拉支部（革命马克思主义潮流）和墨西哥支部产生严重的意见分歧。2010年1月，国际马克思主义倾向的西班牙支部、委内瑞拉支部、墨西哥支部部分成员以及哥伦比亚的某个托派团体宣布组成新的国际托派组织“革命左翼”。经过一系列的谈判，革命左翼与工人国际委员会达成合并协议。2017年4月13日，革命左翼在马德里举行会议，同意合并。同年7月22日，工人国际委员会在巴塞罗那举行会议，对合并进行确认。革命左翼西班牙支部与原工人国际委员会西班牙支部革命社会主义合并为新的“革命左翼”。2019年，革命左翼退出工人国际委员会，并把工国委-多数派的支持者开除出党，这些人随后重建革命社会主义；同年，该党成为国际革命左翼的创始支部。